# Saint-Porchaire
Saint-Porchaire är en kommun i departementet Charente-Maritime i regionen Nouvelle-Aquitaine i västra Frankrike. Kommunen ligger  i kantonen Saint-Porchaire som ligger i arrondissementet Saintes. År 2022 hade Saint-Porchaire 1 988 invånare.

## Befolkningsutveckling
Antalet invånare i kommunen Saint-Porchaire
Referens:INSEE